# キャンディーズ・タイムカプセル
『キャンディーズ・タイムカプセル』は、キャンディーズのCD-BOX。CD計20枚が収められている。2008年9月3日発売。完全生産限定盤。発売元は、Sony Music Direct。規格品番はMHCL-1378/1397。

## 解説
1973年9月1日に「あなたに夢中」でレコード・デビューを果たし、1978年4月4日開催の後楽園球場におけるコンサートをもって解散をした女性アイドルグループ、キャンディーズのCD-BOX。同グループのボックス・セットはDVD作品を含めて過去に複数タイトル発売されているが、2010年現在、本ボックスがもっとも収納ディスク枚数の多い作品である。
公式リリースされた全スタジオ・アルバム11タイトルと全ライヴ・アルバム3タイトル、ベスト・アルバム1タイトルの計15作が、紙ジャケットにて復刻されている。ディスク総数は20枚に及ぶ。本CD-BOXの発売時点で、すべてのスタジオ・アルバムとライヴ・アルバムが一度はCD化されていたが、1990年代に発売された「CD選書」のシリーズはすべて廃盤となっていたため、入手困難であった。
紙ジャケットは、LPレコードで発売されたイニシャル・プレス分のパッケージをCDサイズで再現している。LPたすき（帯）、歌詞カードのほか、ポスター・ピンナップ・ステッカー等も復刻（元々封入されていたもののみ）。ただし、LPたすき（帯）の収録曲目や各ディスクの規格品番は、2008年版のものに修正されているほか、添付の歌詞カードは、見易い大きさの文字レベルに修正されている。LPパッケージ本体に歌詞が記載されていた作品については、文字列の大きさの修正を施されず、別冊歌詞ブックレットが用意された。
カラオケ音源やシングルA／B面曲の別テイクを中心としたボーナス・トラックが収録されている。初CD-DA化となる作品のほか、ディスク3には、本アルバム用に新たにミキシングされた「危い土曜日（2008 Time Capsule Mix）」「年下の男の子（2008 Time Capsule Mix）」と、発掘されたマスター・テープより初音源化となる「霧のわかれ」が収録された。尚、ディスク3のみ、Super Audio CDである。
全ての音源が、24ビット・デジタルリマスター仕様。
CDボックス・サイズのブックレット付きで、ブック内には宣伝用（非売品）を含めたシングル・ジャケット両面のほか、各アルバムの解説及び楽曲解説、音楽プロデューサー・松崎澄夫へのインタビュー、ジャケット写真と収録曲目付きの詳細ディスコグラフィ、コンサート関連アーカイブがメインに掲載されている。告知ポスターやチラシ、特典グッズ等の掲載もある。

## 未発表曲「霧のわかれ」
本CD-BOXに初めて収録された未発表音源で、本ボックスの目玉の一つに挙げられる。
「哀愁のシンフォニー」の詞と曲の一部が異なる、別ヴァージョンである。
封入されたCDボックス・サイズのブックレットには、当楽曲のマスター・テープが発掘された経緯と、一歩間違えたらそのマスター・テープの中身の確認作業がなされずにスルーされていたかもしれない、という背景が細かく記されている。

## 収録内容
| CD      | 『あなたに夢中／内気なキャンディーズ』（発売日：1973年12月5日） + 3 |
| Disc.1  | 1. キャンディーズ 2. なみだ草 3. 盗まれたくちづけ（2ndシングル「そよ風のくちづけ」の原曲） 4. 内気なとしごろ 5. はぐれた小鳩 6. あなたに夢中 7. 愛への出発（原曲：郷ひろみ） 8. 傷つく世代（原曲：南沙織） 9. 君が美しすぎて（原曲：野口五郎） 10. 避暑地の恋（原曲：チェリッシュ） 11. あなたへの愛（原曲：沢田研二） 12. 空いっぱいの幸せ（原曲：天地真理） 13. 盗まれたくちづけ（ミキ→ラン→スーヴァージョン） -ボーナス・トラック- 14. 盗まれたくちづけ（ミキ→ラン→スーヴァージョン2） -ボーナス・トラック、別ミックス・初CD化- 15. あなたに夢中（オリジナル・カラオケ／純カラオケ） -ボーナス・トラック- |
| CD      | 『危い土曜日／キャンディーズの世界』（発売日：1974年6月21日） + 4 |
| Disc.2  | 1. 危い土曜日 2. 桜草のかなしみ 3. そよ風のくちづけ 4. 青春の真中 5. 黄色いビキニ 6. あなたに夢中 7. まぬけなキューピット（原曲：コニー・フランシス） 8. 涙の乗車券（原曲：ビートルズ） 9. イエスタデイ・ワンス・モア（原曲：カーペンターズ） 10. 夢のカリフォルニア（原曲：ママス&パパス） 11. バス・ストップ（原曲：ホリーズ） 12. 小さな悪魔（原曲：ニール・セダカ） 13. そよ風のくちづけ（アルバム・ロング・ヴァージョン） -ボーナス・トラック、初CD化- 14. そよ風のくちづけ（オリジナル・カラオケ／純カラオケ） -ボーナス・トラック- 15. 危い土曜日（オリジナル・カラオケ／純カラオケ） -ボーナス・トラック- 16. Dangerous Saturday（危い土曜日）（『CANDIES BEATS』シングル・ヴァージョン） -ボーナス・トラック- |
| SACD    | 『キャンディーズ・ヒット全曲集』（発売日：1974年11月1日） + 3 |
| Disc.3  | 1. なみだの季節 2. キャンディーズ 3. あなたに夢中 4. 内気なとしごろ 5. そよ風のくちづけ 6. 危い土曜日 7. まぬけなキューピット 8. 傷つく世代 9. 涙の乗車券 10. あなたへの愛 11. 小さな悪魔 12. 愛への出発 13. 危い土曜日（2008 Time Capsule Mix） -ボーナス・トラック、新リミックス音源- 14. 年下の男の子（2008 Time Capsule Mix） -ボーナス・トラック、新リミックス音源- 15. 霧のわかれ（「哀愁のシンフォニー」初期ヴァージョン） -ボーナス・トラック、未発表曲- |
| CD      | 『なみだの季節』（発売日：1974年12月10日） + 2 |
| Disc.4  | 1. なみだの季節 2. 真赤な木の実 3. シュガー・ベイビー・ラヴ（原曲：ルベッツ） 4. あのひとあまのじゃく 5. 迷える羊 6. ガラスの少女 7. 風（原曲：はしだのりひことシューベルツ） 8. 想い出のグリーン・グラス（歌唱：ポーター・ワゴナーなど） 9. コットン・フィールズ（原曲：ハイウェイメンなど） 10. グリーン・グリーン（原曲：ザ・ニュー・クリスティー・ミンストレルズ） 11. 帰らざる日のために（原曲：いずみたくシンガーズ、TVドラマ『われら青春!』主題歌） 12. アイ・ビリーブ・イン・ミュージック（原曲：マック・デイヴィス、沢田研二の訳詞をカヴァー） 13. なみだの季節（シングル・ミックス・ヴァージョン） -ボーナス・トラック- 14. なみだの季節（オリジナル・カラオケ／純カラオケ） -ボーナス・トラック- |
| CD      | 『年下の男の子』（発売日：1975年4月21日） + 5 |
| Disc.5  | 1. 春一番（アルバム・ヴァージョン） 2. 涙色の幸福 3. のらいぬ 4. 若い日のひととき 5. 年下の男の子 6. 悲しきためいき 7. くちづけのあと 8. 優しいだけじゃいや 9. 愛の瞬間 10. 卒業 11. 私だけの悲しみ 12. 愛のとりこ 13. 内気なあいつ -ボーナス・トラック- 14. 恋の病気 -ボーナス・トラック- 15. 年下の男の子（オリジナル・カラオケ／メロディー入り） -ボーナス・トラック、初CD化- 16. 年下の男の子（オリジナル・カラオケ／純カラオケ） -ボーナス・トラック- 17. 内気なあいつ（オリジナル・カラオケ／純カラオケ） -ボーナス・トラック- |
| CD      | 『その気にさせないで』（発売日：1975年10月1日） + 2 |
| Disc.6  | 1. その気にさせないで 2. 片想いの午後 3. バイ・バイ・センチメンタル 4. 雨と涙とあのひとと 5. お元気ですか 6. どれがいいかしら 7. 二人のラブトレイン 8. 秋のスケッチ 9. あなたの悲しみ 10. 恋の作戦 11. 帰れない夜 12. 一枚のガラス 13. その気にさせないで（オリジナル・カラオケ／メロディー&コーラス入り） -ボーナス・トラック、初CD化- 14. その気にさせないで（オリジナル・カラオケ／コーラス入り） |
| CD      | 『キャンディーズ10,000人カーニバル』（発売日：1975年12月21日） |
| Disc.7  | 1. あなたに夢中 2. 危い土曜日 3. 内気なあいつ 4. バイ・バイ・センチメンタル 5. 片想いの午後 6. 悲しきためいき 7. その気にさせないで 8. 年下の男の子 9. プラウド・メアリー（原曲：クリーデンス・クリアウォーター・リバイバル） 10. アイ・ビリーブ・イン・ミュージック |
| CD      | 『春一番』（発売日：1976年4月1日） + 7 |
| Disc.8  | 1. 恋はふわふわ 2. オムレツをつくりましょう 3. 待ちぼうけ 4. 内緒のおはなし 5. 恋のあやつり人形 6. 春一番（シングル・ヴァージョン） 7. ハートのエースが出てこない 8. 弱点みせたら駄目よ 9. 朝のひとりごと 10. 恋の臨時ニュース 11. PAPER PLANE LOVE 12. ラッキーチャンスを逃がさないで 13. ハートのエースが出てこない（アナザー・リリック・ヴァージョン） -ボーナス・トラック、初CD化- 14. 冬の窓 -ボーナス・トラック- 15. 二人だけの夜明け -ボーナス・トラック- 16. ハートのエースが出てこない（オリジナル・カラオケ／メロディー入り） -ボーナス・トラック、初CD化- 17. ハートのエースが出てこない（オリジナル・カラオケ／純カラオケ） -ボーナス・トラック- 18. 春一番（オリジナル・カラオケ／メロディー入り） -ボーナス・トラック、初CD化- 19. 春一番（オリジナル・カラオケ／純カラオケ） -ボーナス・トラック- |
| CD      | 『夏が来た!』（発売日：1976年7月21日） + 7 |
| Disc.9  | 1. HELLO! CANDIES 2. 危険な関係 3. 夏が来た! 4. MY LOVE 5. さよならバイバイ 6. めぐり逢えて 7. SAMBA NATSU SAMBA 8. 行きずりの二人 9. 季節のスケッチ 10. MOON DROPS 11. 雨の日に偶然 12. 恋はサーフィンに乗って 13. ご機嫌いかが -ボーナス・トラック- 14. ハート泥棒 -ボーナス・トラック- 15. 今がチャンスです -ボーナス・トラック- 16. 夏が来た!（オリジナル・カラオケ／メロディー入り） -ボーナス・トラック、初CD化- 17. 夏が来た!（オリジナル・カラオケ／純カラオケ） -ボーナス・トラック- 18. ハート泥棒（オリジナル・カラオケ／メロディー入り） -ボーナス・トラック、初CD化- 19. ハート泥棒（オリジナル・カラオケ／純カラオケ） -ボーナス・トラック- |
| CD      | 『蔵前国技館10,000人カーニバルVol.2 キャンディーズ・ライブ』（発売日：1976年12月5日） + 7 |
| Disc.10 | 1. プラウド・メアリー（原曲：クリーデンス・クリアウォーター・リバイバル） 2. あなたに夢中 3. DO YOU LOVE ME（原曲：ザ・コントゥアーズ） 4. 危い土曜日 5. 恋のあやつり人形 6. THE HOUSE OF THE RISING SUN（原曲：アメリカ民謡） 7. NEVER MY LOVE（原曲：ザ・アソシエイション） 8. 夜空の星（原曲：加山雄三） 9. 想い出の渚（原曲：ザ・ワイルドワンズ） 10. （THEY LONG TO BE）CLOSE TO YOU（原曲：リチャード・チェンバレン） 11. SIR DUKE（原曲：スティーヴィー・ワンダー） 12. 春一番 13. 夏が来た! 14. ハート泥棒 15. その気にさせないで 16. ダンシィング・ジャンピング・ラブ 17. めざめ 18. さよならのないカーニバル 19. TVテーマ＆CMメドレー -ボーナス・トラック- 20. 真冬の帰り道（原曲：ザ・ランチャーズ） -ボーナス・トラック- 21. 旅人よ（原曲：加山雄三） -ボーナス・トラック- 22. 悲しきためいき -ボーナス・トラック- 23. 遊女の物語（ランのポエム・ストーリー） -ボーナス・トラック- 24. ハートのエースが出てこない -ボーナス・トラック- 25. その気にさせないで（リミックス・ヴァージョン） -ボーナス・トラック- |
| CD      | 『キャンディーズ1+1⁄2／やさしい悪魔』（2枚組、発売日：1977年4月21日） |
| Disc.11 | - 2枚組のうち、Disk.1を復刻。 1. やさしい悪魔 2. 20才の頃 3. 哀愁のシンフォニー 4. 坂道のある風景 5. パステルカラーの水曜日 6. あなたのイエスタデイ 7. HERE, THERE AND EVERYWHERE（原曲：ビートルズ） 8. BREAKING UP IS HARD TO DO（原曲：ニール・セダカ） 9. JOLENE（歌唱：ドリー・パートン、オリビア・ニュートン＝ジョン） 10. LOVE IS BLIND（原曲：ジャニス・イアン） 11. TAKE ME HOME, COUNTRY ROADS（原曲：ジョン・デンバー、オリビア・ニュートン＝ジョンなど） 12. ONE BOY（原曲：ジョニー・ソマーズ） |
| CD      | 『キャンディーズ1+1⁄2／やさしい悪魔』（2枚組、発売日：1977年4月21日） + 9 |
| Disc.12 | - 2枚組のうち、Disk.2を復刻。 1. 恋がひとつ 2. LOVE ME LOVE ME 3. 素敵な魔法使い 4. ミッドナイト・ハイウェイ 5. 今日から私は 6. さよならの朝 7. 別れても愛して -ボーナス・トラック- 8. やさしい悪魔（初期プレス・ミックス・ヴァージョン） -ボーナス・トラック、初CD化- 9. 哀愁のシンフォニー（オリジナル・カラオケ／メロディー&コーラス入り） -ボーナス・トラック、初CD化- 10. 哀愁のシンフォニー（オリジナル・カラオケ／コーラス入り） -ボーナス・トラック- 11. 哀愁のシンフォニー（オリジナル・カラオケ／純カラオケ） -ボーナス・トラック、初CD化- 12. やさしい悪魔（オリジナル・カラオケ／メロディー&コーラス入り） -ボーナス・トラック、初CD化- 13. やさしい悪魔（オリジナル・カラオケ／コーラス入り） -ボーナス・トラック- 14. みごろ！たべごろ！笑いごろ！のテーマ MONO音源 -ボーナス・トラック- 15. MY SWEET LITTLE DEVIL-やさしい悪魔-（『CANDIES BEATS』Promotion Version） -ボーナス・トラック、初CD化- |
| CD      | 『キャンディ・レーベル』（発売日：1977年9月1日） + 7 |
| Disc.13 | 1. 気軽な旅 2. 愛していればこそ 3. ふたりのラヴ・ソング（原曲：スティーヴ・イートン、カーペンターズ） 4. オレンジの海 5. ガラスの星 6. 暑中お見舞い申し上げます 7. ふりむかないで（原曲：ザ・ピーナッツ） 8. 明日になれば（原曲：ザ・ピーナッツ） 9. 恋のバカンス（原曲：ザ・ピーナッツ） 10. こっちを向いて（原曲：ザ・ピーナッツ） 11. 恋のフーガ（原曲：ザ・ピーナッツ） 12. 愛のフィナーレ（原曲：ザ・ピーナッツ） 13. キャンディ 14. キャンディ・ツイスト 15. キャンディ・サンデー 16. シュガー・キャンディ・キッス（キャンディ・レーベル・ミックス・ヴァージョン）（原曲：マック&カティ・キスーン） 17. アン・ドゥ・トロワ -ボーナス・トラック- 18. ふたりのラヴ・ソング（シングル・ミックス・ヴァージョン） -ボーナス・トラック- 19. 暑中お見舞い申し上げます Part2 -ボーナス・トラック- 20. 暑中お見舞い申し上げます（オリジナル・カラオケ／メロディー入り） -ボーナス・トラック、初CD化- 21. 暑中お見舞い申し上げます（オリジナル・カラオケ／コーラス入り） -ボーナス・トラック- 22. アン・ドゥ・トロワ（オリジナル・カラオケ／メロディー&コーラス入り） -ボーナス・トラック、初CD化- 23. アン・ドゥ・トロワ（オリジナル・カラオケ／コーラス入り） -ボーナス・トラック- |
| CD      | 『CANDIES 1676 DAYS／キャンディーズ1676日』（5枚組、発売日：1977年12月5日） + 7 |
| Disc.14 | - ベスト・アルバム3枚と新録音2枚の計5枚中、新録音盤のDisk.4を復刻。 1. ISABELLE（原曲：ダニエル・ギシャール） 2. LET IT SHINE（原曲：オリビア・ニュートン＝ジョン） 3. SUGAR CANDY KISSES（1676 DAYS・ミックス・ヴァージョン） 4. IT'S GONNA BE A COLD COLD CHRISTMAS（恋のラストシーン）（原曲：ダナ） 5. ALL YOU GET FROM LOVE IS A LOVE SONG（ふたりのラヴ・ソング） 6. SE PIANGI,SE RIDI（君に涙とほほえみを）（原曲：ボビー・ソロ） 7. DANCE,DANCE,DANCE（原曲：ベイ・シティ・ローラーズ） 8. MIDNIGHT LOVE AFFAIR（原曲：キャロル・ダグラス） 9. LOVE FEVER（原曲：ベイ・シティ・ローラーズ） 10. MUSCULIN SINGULIER（あなたの瞳に）（原曲：シルヴィ・ヴァルタン） 11. STEEL WILLIE（原曲：ロゼッタ・ストーン） 12. INSIDE A BROKEN DREAM（孤独の涙）（原曲：ベイ・シティ・ローラーズ） 13. SUPER CANDIES／MMP（ミュージック・メイツ・プレイヤーズ） -ボーナス・トラック- 14. SEE YOU AGAIN CANDIES／MMP -ボーナス・トラック- 15. 3つのキャンディー／全キャン連スーパースペシャルバンド -ボーナス・トラック、初CD化- 16. ああ、キャンディーズ／全キャン連スーパースペシャルバンド -ボーナス・トラック- 17. わな（オリジナル・カラオケ／コーラス入り） -ボーナス・トラック- 18. わな（オリジナル・カラオケ／コーラス入り2） -ボーナス・トラック、初CD化- 19. つばさ（オリジナル・カラオケ／純カラオケ） -ボーナス・トラック- |
| CD      | 『CANDIES 1676 DAYS／キャンディーズ1676日』（5枚組、発売日：1977年12月5日） |
| Disc.15 | - ベスト・アルバム3枚と新録音2枚の計5枚中、新録音盤のDisk.5を復刻。 1. 銀河系まで飛んで行け! 2. 恋のタッチ・ダウン キャンディーズ・オリジナル・ミュージカル"スタンバイOK"より 3. ふたりぼっちの夜間飛行 キャンディーズ・オリジナル・ミュージカル"スタンバイOK"より 4. 愛の回転木馬～あなたは誰? キャンディーズ・オリジナル・ミュージカル"スタンバイOK"より 5. 私を憶い出して キャンディーズ・オリジナル・ミュージカル"スタンバイOK"より 6. 銀河空港 7. めざめ 8. アン・ドゥ・トロワ パートII 9. エトセトラ 10. キャンディーズ1676日 11. つばさ |
| CD      | 『早春譜』（2枚組、発売日：1978年3月21日） + 1 |
| Disc.16 | - 2枚組のうち、Disk 1を復刻。 1. 買い物ブギ 2. エプロン姉さん（マキちゃんに捧げる唄） 3. 猫と兄貴 4. おとうさん あなたへ 5. For Freedom 6. アンティック ドール 7. MOON LIGHT 8. ろうそくの灯に… 9. 鏡の中で 10. 悲しみのヒロイン 11. あこがれ（プロモ・エディット・ヴァージョン） -ボーナス・トラック、初CD化- |
| CD      | 『早春譜』（2枚組、発売日：1978年3月21日） |
| Disc.17 | - 2枚組のうち、Disk 2を復刻。 1. 私の彼を紹介します 2. 季節の別れ 3. 一番星さん 4. なんとなく 5. 午前零時の湘南道路 6. 黄色いカヌー 7. ささやき 8. PLEASE COME AGAIN 9. IT'S VAIN TRY TO LOVE YOU AGAIN 10. あこがれ |
| CD      | 『キャンディーズ ファイナルカーニバル プラス・ワン』（3枚組、発売日：1978年5月21日） |
| Disc.18 | - 3枚組のうち、Disk 1を復刻。 1. OPEN SESAME／MMP（原曲：クール・アンド・ザ・ギャング） 2. JUPITER（原曲：アース・ウィンド&ファイアー） 3. DO IT（USE YOUR MIND）（原曲：スリー・ディグリーズ） 4. PLAY THAT FUNKY MUSIC（原曲：ワイルド・チェリー） 5. FANTASY（原曲：アース・ウィンド&ファイアー） 6. GOING IN CIRCLES（原曲：スリー・ドッグ・ナイト） 7. ラン・スー・ミキ 8. キャンディーズ 9. 恋のあやつり人形 10. ハート泥棒 11. キャンディ・ツイスト 12. IT'S VAIN TRY TO LOVE YOU AGAIN 13. 買い物ブギ 14. アンティックドール 15. 午前零時の湘南道路 |
| CD      | 『キャンディーズ ファイナルカーニバル プラス・ワン』（3枚組、発売日：1978年5月21日） |
| Disc.19 | - 3枚組のうち、Disk 2を復刻。 1. さようならの言葉 2. SUPER CANDIES／MMP 3. ハートのエースが出てこない 4. その気にさせないで 5. 危い土曜日 6. アン・ドゥ・トロワ 7. わな 8. 哀愁のシンフォニー 9. 悲しきためいき 10. 微笑がえし 11. 年下の男の子 12. 春一番 13. ダンシィング・ジャンピング・ラブ 14. つばさ |
| CD      | 『キャンディーズ ファイナルカーニバル プラス・ワン』（3枚組、発売日：1978年5月21日） + 6 |
| Disc.20 | - 3枚組のうち、Disk 3を復刻。 1. 微笑がえし 2. インスピレーション・ゲーム 3. 100％ピュア・レディ 4. わな 5. かーてん・こーる 6. グッド・バイ・タイムス 7. さよならキャンディーズ／MMP 8. STOP! 9. いけない人 10. へそ曲がり 11. SEXY 12. 土曜日の夜 13. かーてん・こーる（ミュージック・テープ・ミックス） -ボーナス・トラック、初CD化- 14. わな（オリジナル・カラオケ／メロディー&コーラス入り） -ボーナス・トラック、初CD化- 15. わな（オリジナル・カラオケ／純カラオケ） -ボーナス・トラック、初CD化- 16. 微笑がえし（オリジナル・カラオケ／メロディー&コーラス入り） -ボーナス・トラック、初CD化- 17. 微笑がえし（オリジナル・カラオケ／コーラス入り） -ボーナス・トラック- 18. 微笑がえし（オリジナル・カラオケ／純カラオケ） -ボーナス・トラック、初CD化- |